# پایتسدورف
پایتسدورف (به آلمانی: Paitzdorf) یک شهر در آلمان است که در گرایتس واقع شده‌است. پایتسدورف ۴۳۱ نفر جمعیت دارد.